# Johann Caspar Troost

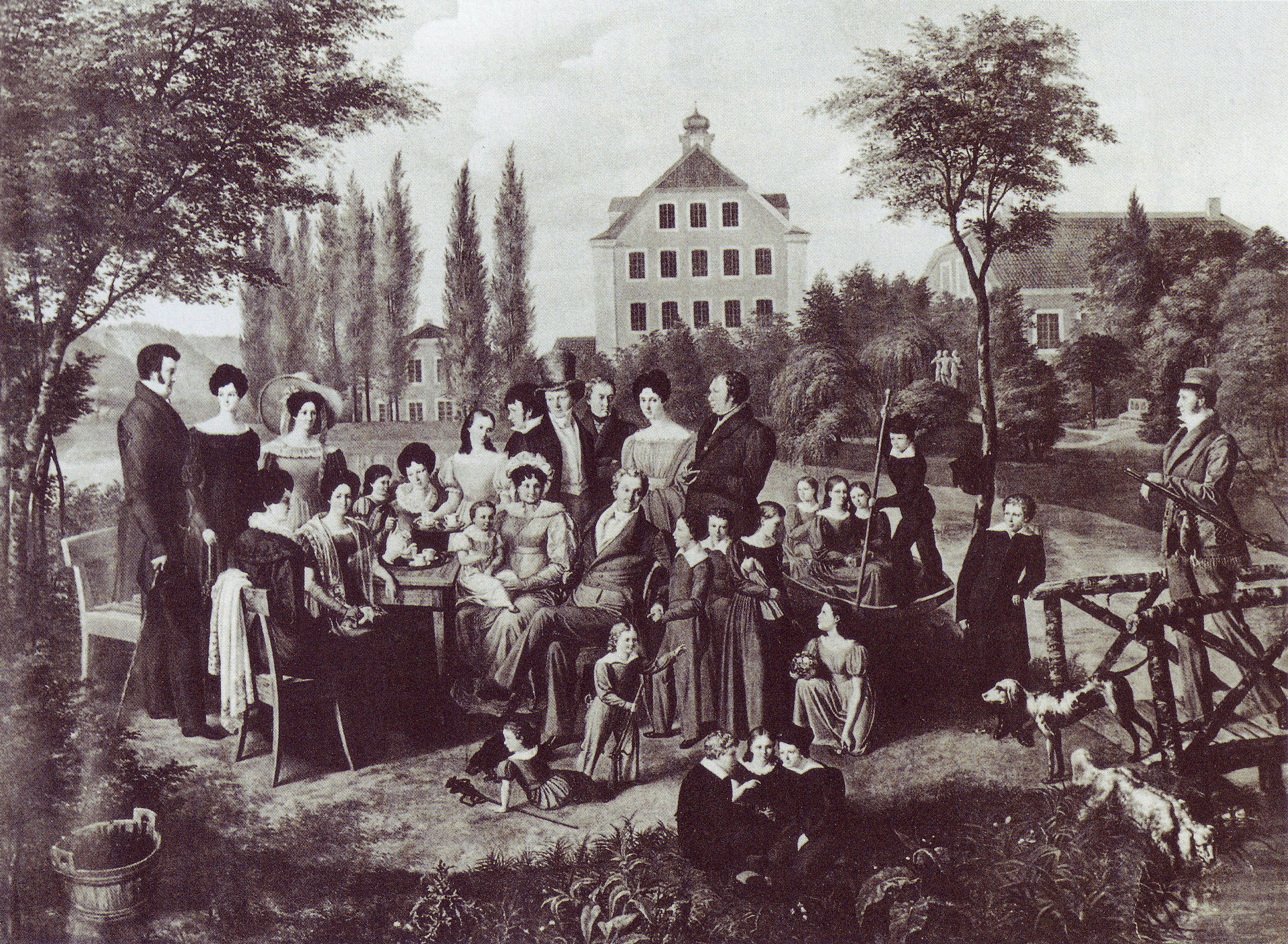
Familie Troost, 1828 gemalt von Josef Winkelirer: Johann Caspar Troost II in der Mitte, sitzend, mit Frack

Johann Caspar Troost II (* 6. Februar 1759 in Mülheim an der Ruhr; † 8. März 1830 ebenda) war ein rheinischer Textilfabrikant und preußischer Kommerzienrat.

## Leben und Wirken
Johann Caspar Troost II entstammte einer alteingesessenen Bürgerfamilie aus Elberfeld. Sein Vater Johann Caspar Troost I (1725–1785) war 1750 von Elberfeld nach Mülheim an der Ruhr gekommen, hatte die Mülheimerin Anna Gertrud Overmann verw. Ehrenberg geheiratet und sich als Kaufmann niedergelassen.
1791 gründete Johann Caspar Troost II im Mülheimer Luisental zunächst eine Spinnerei, die später mit Weberei und Druckerei zur Troost’schen Textilfabrik ausgebaut wurde. Seine beiden Söhne schickte er zum Studium von Produktionstechniken nach England und stellte anschließend seine Fabriken auf den Rat des jüngeren Sohns Ferdinand auf die modernen englischen Fabrikationsverfahren um. („Lieber alter Herr, verbrenne Deine Maschinen und laß Dir engländische bauen.“) Diese Entscheidung sowie seine Verdienste um die rheinische Baumwollspinnerei brachten ihm 1826 den königlich-preußischen Ehrentitel „Kommerzienrat“ ein.
Nach seinem Tod führten die Söhne Johann Caspar III und Ferdinand die Firma bis zum Tod Ferdinands gemeinsam. 1837 wurde Johann Caspar Troost III alleiniger Inhaber.

## Ehe und Nachkommen
1788 heiratete er Anna Gertraud Meisenburg (1770–1844) aus Elberfeld. Sie hatten insgesamt fünf Kinder:
- Anna (1789–1847) ⚭ 1810 Hermann Wilhelm von Eicken (1786–1832)
- Charlotte (* 1790) ⚭ 1810 Johann Erich Scheidtmann
- Johann Caspar III (1792–1848), Kommerzienrat, Präsident der Mülheimer Handelskammer (1841–1846) ⚭ 1816 Anna Elisabeth Gallenkamp (1797–1882). Ihr Sohn der Kaufmann Albrecht Troost (1824–1883) ist der Erbauer des späteren Amtssitzes des Bundespräsidenten der Bundesrepublik Deutschland der Villa Hammerschmidt in Bonn.
- Ferdinand (1794–1837) ⚭ Karoline Verhaes (1796–1885). Ihre Enkeltochter Hedwig Pelzer (1854–1940) heiratete 1872 den Industriellen August Thyssen (1842–1926).
- Henriette (1796–1876) ⚭ Johann Wilhelm Meininghaus (1790–1869)

## Weitere Quellen
- Stadtarchiv Mülheim an der Ruhr, Bestand 1550 Nr. 90 (Mülheimer Persönlichkeiten)